# رادوانتس
رادوانتس (به لاتین: Radvanec) یک منطقهٔ مسکونی در جمهوری چک است که در ناحیه تشسکا لیپا واقع شده‌است.